# Grégoire Munster
Grégoire Munster (ur. 24 grudnia 1998 roku w Luksemburgu) – luksemburski kierowca rajdowy, Rajdowy Drugi Wicemistrz Europy 2020.

## Wyniki wRajdowych Mistrzostwach Europy
| Rok  | Zespół           | Samochód       | 1     | 2     | 3     | 4     | 5      | 6 | 7 | 8 | 9 | 10 | 11 | Pkt. | Msc. |
| ---- | ---------------- | -------------- | ----- | ----- | ----- | ----- | ------ | - | - | - | - | -- | -- | ---- | ---- |
| 2020 | Grégoire Munster | Hyundai i20 R5 | ITA 7 | LVA 5 | PRT 3 | HUN 2 | ESP 18 | - | - | - | - | -  | -  | 86   | 3    |

## Starty w rajdachWRC
| Sezon | Zespół           | Samochód         | 1  | 2  | 3  | 4  | 5  | 6  | 7  | 8       | 9         | 10       | 11    | 12              | 13      | 14               | 15 | 16 | Punkty | Miejsce |
| ----- | ---------------- | ---------------- | -- | -- | -- | -- | -- | -- | -- | ------- | --------- | -------- | ----- | --------------- | ------- | ---------------- | -- | -- | ------ | ------- |
| 2024  | M-Sport Ford WRT | Ford Puma Rally1 | 20 | 23 | 15 | 7  | NU | 5  | 7  | 9       | 49        | NU       | 7     | 5               | 5       |                  |    |    | 46     | 8.      |
| 2025  | M-Sport Ford WRT | Ford Puma Rally1 | NU | 8  | 5  | 11 | 9  | 32 | NU | Estonia | Finlandia | Paragwaj | Chile | Unia Europejska | Japonia | Arabia Saudyjska |    |    | 18     | 10.     |